# Agrotis caffra
Agrotis caffra är en fjärilsart som beskrevs av George Francis Hampson 1903. Agrotis caffra ingår i släktet Agrotis och familjen nattflyn. Inga underarter finns listade i Catalogue of Life.